# Vendel (Ille-et-Vilaine)
Vendel ist eine Ortschaft und eine Commune déléguée in der französischen Gemeinde Rives-du-Couesnon mit 388 Einwohnern (Stand 1. Januar 2022) in der Bretagne in Frankreich.
Die Gemeinde Vendel wurde am 1. Januar 2019 mit Saint-Jean-sur-Couesnon, Saint-Marc-sur-Couesnon und Saint-Georges-de-Chesné zur Commune nouvelle Rives-du-Couesnon zusammengeschlossen. Sie gehörte zum Département Ille-et-Vilaine, zum Arrondissement Fougères-Vitré und zum Kanton Fougères-1. Sie grenzte im Norden an La Chapelle-Saint-Aubert, im Osten an Billé, im Süden an Saint-Georges-de-Chesné und im Westen an Saint-Jean-sur-Couesnon.

## Bevölkerungsentwicklung
| Jahr      | 1962 | 1968 | 1975 | 1982 | 1990 | 1999 | 2008 | 2013 |
| --------- | ---- | ---- | ---- | ---- | ---- | ---- | ---- | ---- |
| Einwohner | 334  | 344  | 325  | 300  | 311  | 399  | 430  | 395  |

## Sehenswürdigkeiten
- Kirche Saint-Martin, Monument historique

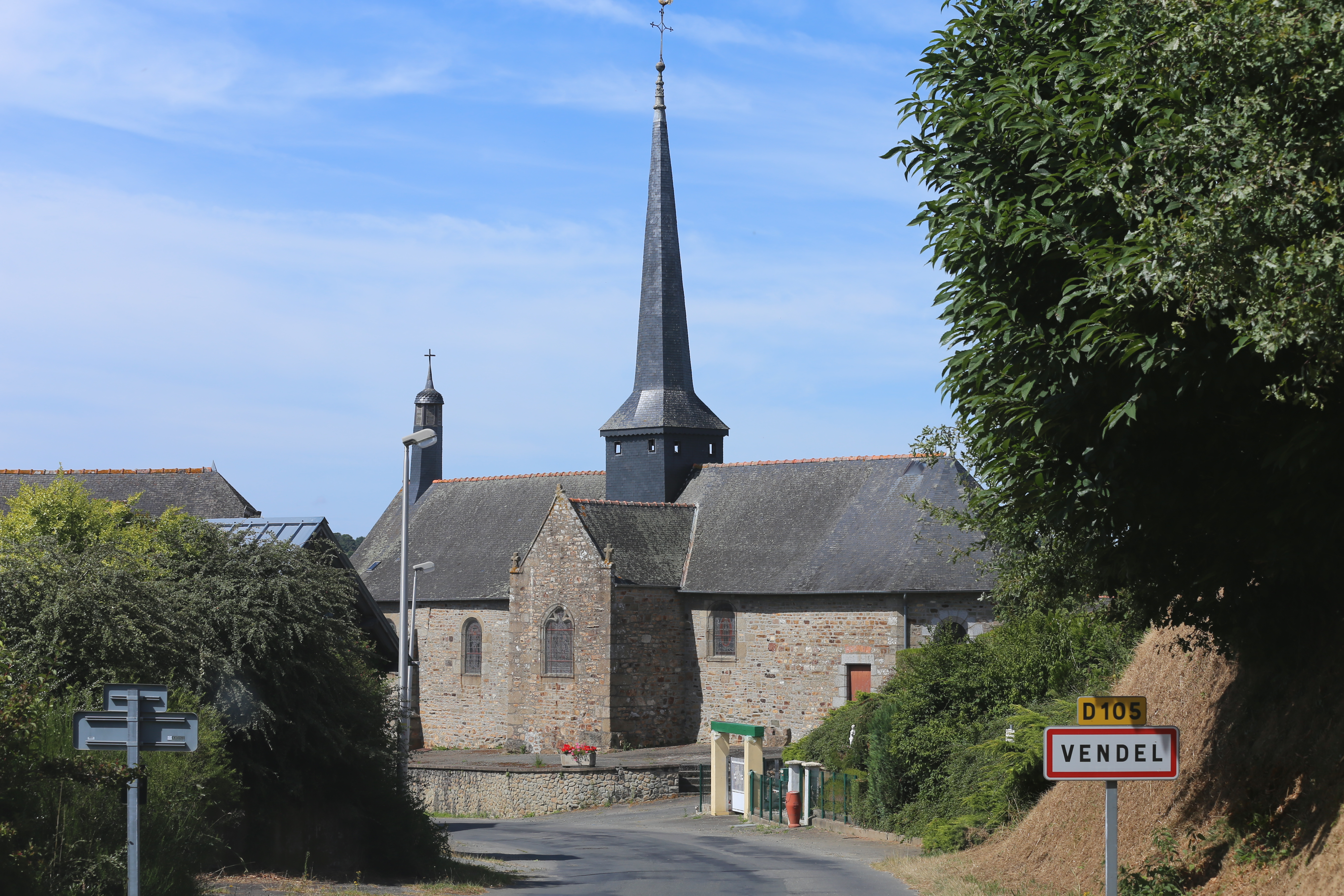
Kirche Saint-Martin